# Bruno Prosdocimi
Bruno Prosdocimi (Venezia, 23 maggio 1936 – Verona, 26 ottobre 2023) è stato un pittore, disegnatore, fumettista e caricaturista italiano.

## Biografia
Nato nel 1936 nella frazione veneziana di Mestre, quinto figlio di Giuseppina Marino, proveniente da una ricca famiglia di gioiellieri, e dell'ingegnere Andrea Prosdocimi, detto Cavarzan, crebbe con la famiglia a Bussolengo, in provincia di Verona.
Dopo una collaborazione da fumettista con la Mondadori, per la quale disegnò personaggi Disney, si affermò in RAI collaborando a numerose trasmissioni di successo, tra le quali Chissà chi lo sa?.
La sua fama è principalmente legata al lavoro di illustratore commissionatogli dalle Figurine Panini, nel cui album per diversi anni inserì le proprie caricature dei calciatori più noti a cavallo degli anni sessanta e settanta.
Fu autore del monumento a Emilio Salgari all'interno di Gardaland.
Per il parco realizzò anche le mappe dal 1975 al 1983.
Collaborò con il Carnevale di Verona del 2009 e 2010 disegnando i carri allegorici con le sagome rispettivamente di Flavio Tosi e di Barack Obama.
Nel 2018, Iacobelli Editore pubblicò la sua biografia, scritta con Paola Biribanti (Prosdocimi. La vita è un gioco: Topolino, umorismo, figurine, TV).
Muore a Verona il 26 ottobre 2023 all'età di 87  anni.